# Pugul
Pugul is een bestuurslaag in het regentschap Bangka van de provincie Bangka-Belitung, Indonesië. Pugul telt 3199 inwoners (volkstelling 2010).